# مگدالنا سزا
مگدالنا سزا (انگلیسی: Magdalena Szaj؛ زادهٔ ۱۲ دسامبر ۱۹۹۵) بازیکن فوتبال اهل لهستان است.
از باشگاه‌هایی که در آن بازی کرده‌است می‌توان به باشگاه فوتبال ۱.اف‌اف‌سی توربین پوتسدام اشاره کرد.
وی همچنین در تیم‌های ملی فوتبال Poland women's national under-17 football team, Poland women's national under-19 football team، و زنان لهستان بازی کرده‌است.